# Гоманьков, Алексей Владимирович
Алексе́й Влади́мирович Гоманько́в (9 января 1953, Москва) — советский и российский палеонтолог. Доктор геолого-минералогических наук (2002), ведущий научный сотрудник Ботанического института Российской академии наук (Санкт-Петербург), специалист по палеоботанике и стратиграфии позднего палеозоя.
Автор статей, посвящённых этике, философии, методологии науки, осмыслению эволюции с позиций православия и критике креационизма.

## Биография
В 1975 году окончил геологический факультет МГУ.
В 1983 году защитил диссертацию «Палеоботаническая характеристика верхнетатарского подъяруса Русской платформы» на соискание учёной степени кандидата геолого-минералогических наук.
С 1990 по 2001 года — преподаватель воскресной школы при храме св. пророка Илии Обыденного в Москве.
В 2002 году защитил диссертацию «Флора и стратиграфия татарского яруса Восточно-Европейской платформы» на соискание учёной степени доктора геолого-минералогических наук.